# Bradley (Hampshire)
Bradley – wieś i civil parish w Anglii, w hrabstwie Hampshire, w dystrykcie Basingstoke and Deane. Leży 24 km na północny wschód od miasta Winchester i 77 km na południowy zachód od Londynu.